# 오하시 리나
오하시 리나(일본어: 大橋 リナ, 1993년 4월 8일 ~ )는 일본의 모델이다.